# Rickfors Live
Rickfors Live är ett livealbum av Mikael Rickfors, utgivet 1981 av Sonet. Albumet är inspelat live i Göta Lejon och Katedralskolan.

## Låtlista
Nästan alla låtar är skrivna av Rickfors och Hasse Huss.
1. "Nervous" (M. Rickfors, H. Huss) – 2:44
2. "Take Me To The River" (Al Green, Teenie Hodges) – 4:00
3. "Don't Blame The Boy" (M. Rickfors) – 2:48
4. "When a Man Loves a Woman" (C. Lewis, A. Wright) – 4:21
5. "Dancing on the Edge of Danger" (M. Rickfors, H. Huss) – 5:28
6. "Inner City Blues" (M. Gaye, James Nix Jr.) – 5:32
7. "A Fool In Love" (F. Miller, A. Fraser) – 2:56
8. "Walking" (M. Rickfors. H. Huss) – 3:58
9. "Daughter Of The Night" (M. Rickfors, H. Huss) – 2:59
10. "Yeah Yeah" (M. Rickfors, H. Huss) – 3:32

## Medverkande
- Mikael Rickfors — komp, sång
- Per Lindvall — trummor
- Sam Bengtsson — bas
- Håkan Mjörnheim — gitarr
- Mikael Hagström — gitarr
- Peter Ljung — piano
- Thomas Opava — slagverk